# 公社債
公社債（こうしゃさい）とは、公債（国債と地方債）や社債といった債券の総称である。

## 種類
主に以下のような種類の債券がある。詳細はそれぞれの項目を参照。
国債
国が財政上の必要から発行する債券である。
地方債
地方公共団体が財政上の必要から発行する債券である。
政府保証債
元利金の支払いが政府によって保証されている債券である。
住宅債券
住宅金融公庫が発行する債券である。
社債
事業会社が発行する債券である。